# Commendatore

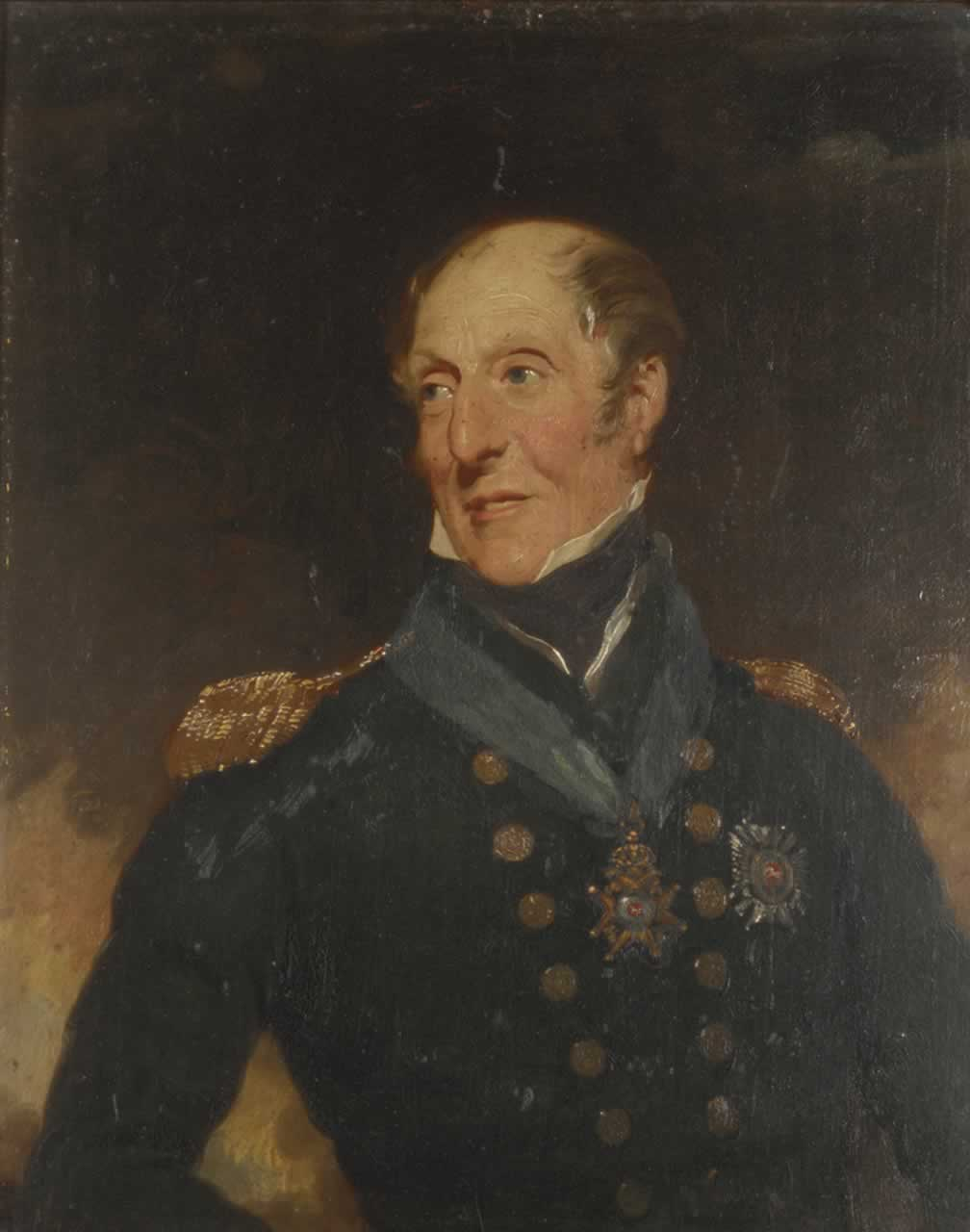
Sir Charles Cunningham con al collo l'insegna di Commendatore dell'Ordine Reale Guelfo

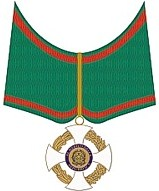
Nastro da collo da Commendatore della Repubblica Italiana

Commendatore è uno dei gradi onorifici nei quali possono essere suddivisi gli ordini cavallereschi di merito.
Il termine deriva dall'uso, negli antichi ordini religiosi militari, di attribuire ad alcuni membri le rendite e i benefici di una commenda. I commendatori portano l'insegna dell'ordine sospesa al collo, appesa a un nastro con i colori dell'ordine.

## Caratteristiche
In genere, nelle istituzioni divise in cinque classi, quello di commendatore è il grado intermedio tra quello, inferiore, di ufficiale (o cavaliere di prima classe) e quello, superiore, di grand'ufficiale (o commendatore con placca); in quelle divise in tre classi, è il grado intermedio tra quello inferiore, di cavaliere, e quello superiore, di cavaliere di gran croce.

## Nel mondo

### Francia
In Francia il grado di Commandeur costituisce la terza classe di benemerenza degli ordini della Legion d'Onore e del Merito, organizzati in cinque classi; negli ordini delle Palme Accademiche, al Merito agricolo e marittimo e delle arti e delle lettere, divisi in tre classi, il grado di Commandeur costituisce la più alta classe di benemerenza.

### Germania
In Germania il grado di Komtur equivale a quello di commendatore; al grado internazionale di grand'ufficiale, invece, corrisponde quello tedesco di Großkomtur (letteralmente, "gran commendatore").

### Italia
In Italia, il titolo di Commendatore ha di norma un solo grado ed è stato utilizzato come onorificenza di terzo grado nella maggior parte degli ordini degli stati preunitari della Penisola, entrando in uso in maniera decisiva negli ordini cavallereschi del Regno d'Italia ed anche in quelli della Repubblica.

### Regno Unito
Nel Regno Unito il grado di Commander (commendatore) costituisce la terza classe di benemerenza di alcuni ordini cavallereschi (Vittoriano, dell'Impero Britannico). Il grado di Knight Commander (per gli uomini) e di Dame Commander (per le donne) costituisce, invece, la seconda classe di benemerenza degli ordini del Bagno, di San Michele e San Giorgio, Vittoriano e dell'Impero Britannico ed equivale al grado di grand'ufficiale in altri sistemi premiali. Nell'Ordine della Stella d'India (non più assegnato dal 1947) esiste anche il grado di Knight Grand Commander, che costituisce la più alta classe di benemerenza, analogamente al grado di cavaliere di gran croce in altri ordinamenti.